# Luis Manuel Otero Alcántara
Pour les articles homonymes, voir Otero.
Luis Manuel Otero Alcántara, né le 2 décembre 1987 à La Havane, est un artiste cubain, connu pour ses performances publiques. Membre du collectif San Isidro, il critique la politique des autorités cubaines et notamment la promulgation du décret 349 visant à contrôler la production artistique à Cuba. Ses prises de position lui valent d’avoir été arrêté à de multiples reprises par la police cubaine. Après sa participation aux manifestations du 11 juillet 2021, il est arrêté, emprisonné et condamné, en juin 2022, à 5 ans de prison.

## Biographie
Luis Manuel Otero Alcántara est né le 2 décembre 1987 à La Havane. Il n'a pas fait d'études dans le domaine de l'art mais a travaillé quatre ans dans le bâtiment, pratiquant le sport à un haut niveau : « Il n’y a pas d’intellectuels dans ma famille, mais le sport ne suffisait pas à m’exprimer. Comme je n’ai pas fait une école d’art, l’État cubain ne me reconnaît pas comme artiste ». Il commence par fabriquer des sculptures et des objets en recyclant des matériaux. Ainsi il crée, sur la promenade de front de mer du Malecon, une statue de la Liberté en l'honneur des États-Unis. Les autorités cubaines par la voix de Carlos Fernandez de Cossio, directeur général du département États-Unis au ministère cubain des Affaires étrangères, indique qu'il n’est pas un artiste mais : « un individu payé et guidé par le gouvernement américain pour défier la loi à Cuba et les valeurs chéries par les Cubains ».
En 2015, il participe au pèlerinage pour rejoindre le sanctuaire de Saint Lazare (Babalu Aye dans la culture afro-cubaine), il rampe tout le long du trajet pour réclamer : « L’avènement des libertés à Cuba », il est alors emprisonné par la police.
Luis Manuel Otero Alcántara milite activement dans le mouvement San Isidro formé en 2018. Celui-ci est constitué d'artistes et de créateurs cubains qui défendent les droits civils et culturels dans l'île. Ils s'opposent notamment au décret 349 qui a pour objectif de contrôler le monde culturel cubain . 
En 2018, lors du festival Hors Pistes, au Centre Georges-Pompidou à Paris, les deux artistes Luis Manuel Otero Alcantara et Yanelys Nuñez Leyva s’emparent de la figure titulaire de Fidel Castro. Otero Alcántara explique : « Le chef de la révolution cubaine m’est apparu en rêve et m’a informé que, durant les derniers jours de sa vie, il avait secrètement écrit un testament », celui-ci est alors révélé par l’artiste,.
Il fait l’objet de nombreuses arrestations ainsi en 2018 il est arrêté une vingtaine de fois et en 2019 quinze fois.
En 2020 Luis Manuel Otero Alcántara est de nouveau placé en détention à plusieurs reprises notamment au sein de la Villa Marista. Ainsi le 1 mars, il réalise une performance artistique utilisant le drapeau cubain, lors d'une protestation de la communauté cubaine LGBT, devant l’Institut Cubain de Radio et de Télévision, contre la censure d'un baiser entre deux hommes dans le film Love, Simon. Il est arrêté par la police. Une pétition regroupant 3 000 artistes, dont des proches du régime communiste comme le sculpteur Kcho, réclame sa libération au nom de la « liberté de création et d’expression »,. En octobre, il est de nouveau arrêté par la police tout comme l’artiste Anamely Ramos González ,.
En février 2021, Luis Manuel Otero Alcántara apparait dans le clip contestataire Patria y vida serrant un drapeau cubain aux côtés du rappeur Maykel Osorbo. Il indique au média indépendant 14ymedio que cette vidéo permet « d'attirer l'attention sur la société, les Noirs du San Quartier Isidro, les Noirs du quartier Cerro, ceux qui se dressent en files interminables », il doit participer à un projet construit avec les Afro-Cubains .
En mai 2021, après huit jours de grève de la faim et de la soif, Luis Manuel Otero Alcantara a été délogé et transféré à l’hôpital Calixto Garcia. Une vingtaine d'artistes cubains dont Tania Bruguera, Sandra Ramos, Carlos Garaicoa, Sandra Ceballos et Tomas Sanchez demandent le retrait de la vue de public de leurs œuvres du Musée national des Beaux-Arts en soutien à Luis Manuel Otero Alcantara,  « séquestré et maintenu sans communication par la sécurité de l'État » depuis le 2 mai. Le Musée national des Beaux-Arts rejette cette demande qui, selon son communiqué, n'est pas en accord avec l'intérêt du public,,. Amnesty International déclare Luis Manuel Otero Alcántara comme prisonnier d'opinion. Il est libéré le 30 mai et entend continuer son opposition au régime. Pour Tania Bruguera, c'« est une victoire de la société civile cubaine et des artistes, qui ont montré une maturité et une connaissance de leurs droits qu'on ne peut plus leur retirer ».
À la suite des manifestations du 11 juillet 2021, Luis Manuel Otero Alcántara est arrêté et emprisonné.  Otero Alcántara a été nommé parmi les 100 personnalités les plus influentes de 2021 selon le Time Magazine.
En juin 2022, Luis Manuel Otero Alcántara et Maykel Castillo Pérez sont condamnés respectivement à cinq et neuf ans de prison.
En septembre 2024, il reçoit le Prix Rafto des droits humains pour sa lutte « face à la censure et à la répression ».